# رسالة علي أشرف ديدي في الطعام
رسالة علي أشرف ديدي في الطعام كتاب الطبخ التركي الثاني كتبه علي أشرف ديدي في الفترة من 1856 إلى 1857. يعد هذا الكتاب أحد الأعمال التي كتبت عن أطباق العصر العثماني.

## طالع أيضًا
- ملجأ الطباخين